# Понпапль
Понпапль (фр. Pompaples) — громада  в Швейцарії в кантоні Во, округ Морж.

## Географія
Громада розташована на відстані близько 80 км на південний захід від Берна, 18 км на північний захід від Лозанни.
Понпапль має площу 4,4 км², з яких на 9,5% дозволяється будівництво (житлове та будівництво доріг), 70,9% використовуються в сільськогосподарських цілях, 18,7% зайнято лісами, 0,9% не є продуктивними (річки, льодовики або гори).

## Демографія
2019 року в громаді мешкало 849 осіб (+11,1% порівняно з 2010 роком), іноземців було 25,8%. Густота населення становила 191 осіб/км².
За віковим діапазоном населення розподілялося таким чином: 25,2% — особи молодші 20 років, 58,3% — особи у віці 20—64 років, 16,5% — особи у віці 65 років та старші. Було 335 помешкань (у середньому 2,4 особи в помешканні).
Із загальної кількості 554 працюючих 19 було зайнятих в первинному секторі, 16 — в обробній промисловості, 519 — в галузі послуг.